# Fetzelhofen
Fetzelhofen ist ein Gemeindeteil des Marktes Lonnerstadt im Landkreis Erlangen-Höchstadt (Mittelfranken, Bayern). Die Gemarkung Fetzelhofen hat eine Fläche von 6,901 km². Sie ist in 1084 Flurstücke aufgeteilt, die eine durchschnittliche Flurstücksfläche von 6365,87 m² haben. In ihr liegt neben dem namensgebenden Ort der Gemeindeteil Ailsbach.

## Geografie
Das Dorf liegt am Südufer der Kleinen Weisach. Der Ailsbach mündet bei den Fetzelhofener Weiher unmittelbar nördlich des Ortes als linker Zufluss in die Kleine Weisach. Des Weiteren münden dort der Weihergrundgraben und der Altbach. Südlich des Ortes grenzt ein Waldgebiet an. Im Osten und Norden ist der Ort von Acker- und Grünland umgeben. 500 Meter nordöstlich liegt der Eichwald.
Eine Gemeindeverbindungsstraße verläuft nach Frimmersdorf (1,9 km westlich) bzw. die Kreisstraße ERH 18 kreuzend nach Lonnerstadt (2,5 km östlich). Eine weitere führt zur ERH 18 (0,4 km nördlich) zwischen Unterwinterbach im Westen und Lonnerstadt im Osten. In der Nähe mündet die Kreisstraße ERH 22, die nach Ailsbach (1,1 km nordwestlich) führt.

## Geschichte
Der Ort wurde im Würzburgischen Lehenbuch von 1303 als „Vetelnhofen“ erstmals urkundlich erwähnt. Apel von Thünfeld war zu dieser Zeit Lehensträger des Zehnts. Die Lehnsherrschaft über den Zehnt ging in der Folgezeit von Würzburg auf die Herren von Hohenlohe über. Sie belehnten damit 1357 Ulrich von Lauffenholz und 1377 Eberhard von Thünfeld. 1506 wurde die Lehensherrschaft von den Grafen von Castell übernommen. Im selben Jahr endete auch die Lehensträgerschaft der Thünfelds. An ihrer Stelle traten die von Dobenecks.
Gegen Ende des 18. Jahrhunderts gab es in Fetzelhofen 21 Anwesen und ein Gemeindehirtenhaus. Das Hochgericht übte das bambergische Centamt Höchstadt aus. Die Dorf- und Gemeindeherrschaft hatten die nürnbergische Landesalmosenamt-Vogtei Lonnerstadt und das brandenburg-bayreuthische Klosteramt Frauenaurach gemeinsam inne. Grundherren waren das Klosteramt Frauenaurach (2 Höfe, 1 Höflein, 1 Gut, 1 Tropfhaus, 1 Mühle, 1 Haus), die Vogtei Lonnerstadt (3 Höfe, 3 Güter, 6 Sölden) und der Nürnberger Eigenherr von Kolberg (2 Güter).
1802 kam Fetzelhofen an Bayern. Im Rahmen des Gemeindeedikts wurde der Ort dem 1808 gebildeten Steuerdistrikt Lonnerstadt zugeordnet. Mit dem Zweiten Gemeindeedikt (1818) entstand die Ruralgemeinde Fetzelhofen, zu der Ailsbach gehörte. Sie war in Verwaltung und Gerichtsbarkeit dem Landgericht Höchstadt zugeordnet und in der Finanzverwaltung dem Rentamt Höchstadt. In der freiwilligen Gerichtsbarkeit unterstanden zwei Anwesen den Löffelholz von Kolberg (bis 1830). Ab 1862 gehörte Fetzelhofen zum Bezirksamt Höchstadt an der Aisch (1939 in Landkreis Höchstadt an der Aisch umbenannt) und weiterhin zum Rentamt Höchstadt (1919 in Finanzamt Höchstadt umbenannt, 1929–1972: Finanzamt Forchheim, seit 1972: Finanzamt Erlangen). Die Gerichtsbarkeit blieb beim Landgericht Höchstadt (1879 in das Amtsgericht Höchstadt an der Aisch umgewandelt), von 1959 bis 1973 war das Amtsgericht Forchheim zuständig, seitdem ist es das Amtsgericht Erlangen. Die Gemeinde hatte eine Gebietsfläche von 6,849 km².
Am 1. Januar 1972 wurde die Gemeinde Fetzelhofen im Zuge der Gebietsreform nach Lonnerstadt eingegliedert.

### Baudenkmal
- Die zu Haus Nr. 11 gehörige Scheune

### Einwohnerentwicklung
Gemeinde Fetzelhofen
| Jahr      | 1819   | 1840   | 1852   | 1855   | 1861   | 1867   | 1871   | 1875   | 1880   | 1885   | 1890   | 1895   | 1900   | 1905   | 1910   | 1919   | 1925   | 1933   | 1939   | 1946   | 1950   | 1952   | 1961  | 1970   |
| Einwohner | 214    | 251    | 253    | 239    | 263    | 261    | 259    | 250    | 266    | 275    | 242    | 238    | 246    | 232    | 245    | 242    | 250    | 250    | 219    | 347    | 334    | 287    | 221   | 216    |
| Häuser    |        |        |        |        |        |        | 44     |        |        | 45     | 44     |        | 43     |        |        |        | 41     |        |        |        | 43     |        | 46    |        |
| Quelle    | [ 12 ] | [ 13 ] | [ 13 ] | [ 13 ] | [ 14 ] | [ 15 ] | [ 16 ] | [ 17 ] | [ 18 ] | [ 19 ] | [ 20 ] | [ 13 ] | [ 21 ] | [ 13 ] | [ 22 ] | [ 13 ] | [ 23 ] | [ 13 ] | [ 13 ] | [ 13 ] | [ 24 ] | [ 13 ] | [ 9 ] | [ 25 ] |

Ort Fetzelhofen
| Jahr      | 1819   | 1861   | 1871   | 1885   | 1900   | 1925   | 1950   | 1961  | 1970   | 1987   | 2020  |
| Einwohner | 125    | 154    | 132    | 153    | 128    | 139    | 184    | 117   | 111    | 123    | 144   |
| Häuser    |        |        |        | 24     | 24     | 22     | 23     | 24    |        | 27     |       |
| Quelle    | [ 12 ] | [ 14 ] | [ 16 ] | [ 19 ] | [ 21 ] | [ 23 ] | [ 24 ] | [ 9 ] | [ 25 ] | [ 26 ] | [ 1 ] |

## Religion
Der Ort ist seit der Reformation evangelisch-lutherisch geprägt und nach St. Oswald  (Lonnerstadt) gepfarrt. Die Einwohner römisch-katholischer Konfession sind nach St. Georg (Höchstadt an der Aisch) gepfarrt.